# Analoog signaal

Linksboven een tijd- en amplitudecontinu analoog signaal, linksonder een tijdcontinu en amplitudediscreet digitaal signaal, zoals voorkomt bij sample and hold. Rechts de tijddiscrete weergaven daarvan

Een analoog signaal is een zowel in tijd als amplitude continu signaal en is direct gerelateerd of analoog aan het weer te geven origineel. Een analoog signaal kan worden weergegeven als een golfvorm die op elk moment een waarde uit een continuüm van amplitudes kan aannemen. Het kent dus een traploos en ononderbroken verloop. Bij een digitaal signaal zijn slechts een eindig aantal discrete niveaus in amplitude en een rij tijdstippen mogelijk. Door het traploze karakter zijn de niveaus in tijd en amplitude van een analoog signaal overaftelbaar, ze zijn niet af te tellen. Daarmee vormen de waardes die een analoog signaal kan aannemen weliswaar een oneindige verzameling van amplitudes, maar het signaal zal in waarde wel begrensd zijn: de weer te geven waardes zijn eindig en elk meetinstrument heeft een eindige bandbreedte. 
Een tussenvorm tussen een analoog en een digitaal signaal is er in de schakeltechniek waarbij er tijdcontinu via schakelaars discrete amplitudes worden aangenomen.

## Directe relatie

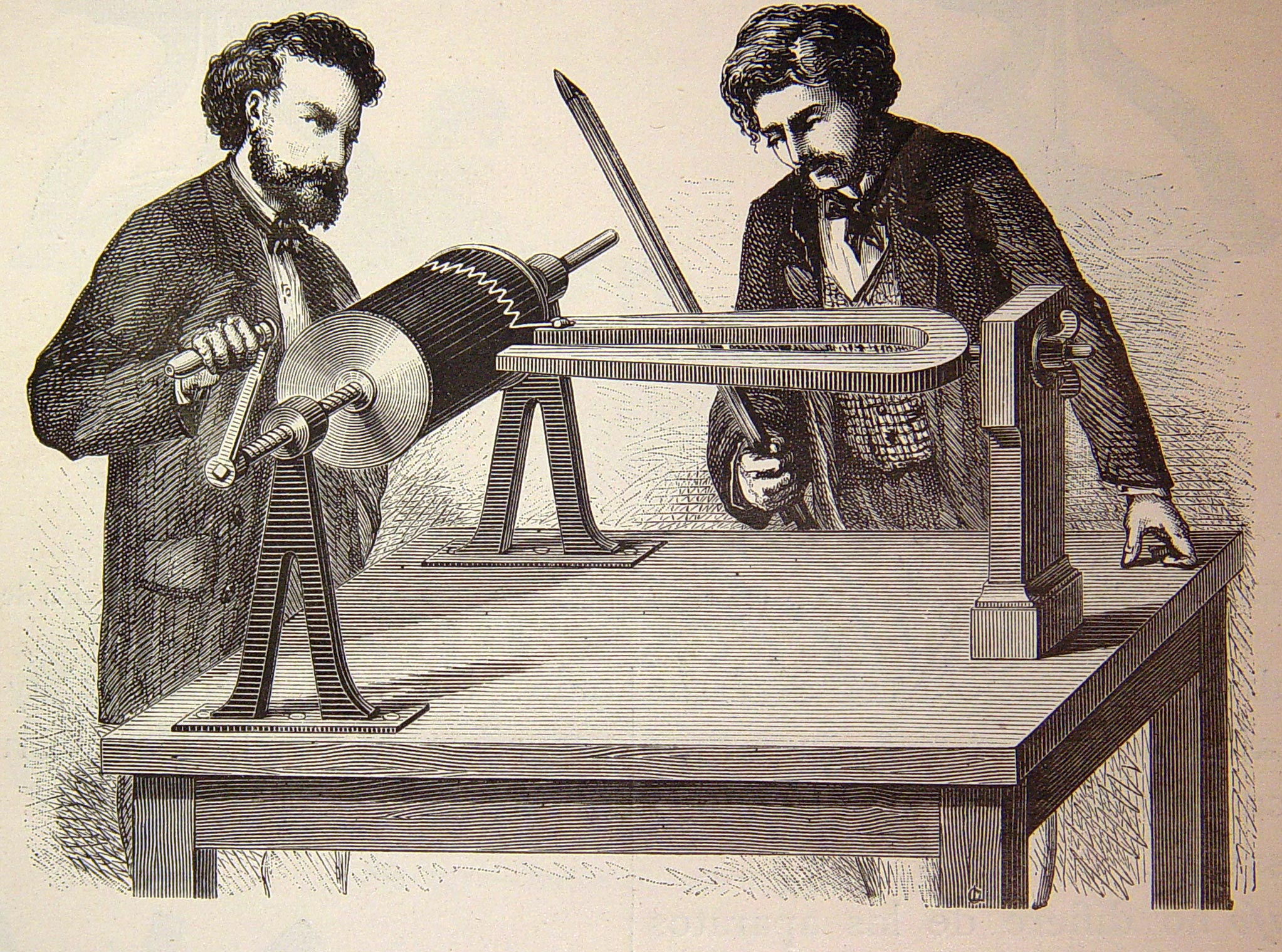
Een vibroscoop heeft een directe analogie tussen het geluid en de getrokken golf

Analoge signalen hebben een directe relatie met de grootheid die opgenomen wordt, het is een directe representatie. Zo volgt de microgroef in een langspeelplaat de geluidsgolven zo goed mogelijk, komen de elektrische spanningsvariaties van een microfoon overeen met de trilling van het membraan en staat de hydraulische druk van remvloeistof in verhouding met de uitgeoefende kracht op het rempedaal.

## Tijdcontinu en amplitudecontinu
Een analoog signaal is – afgezien van storingen en bewuste onderbrekingen – ononderbroken, het is tijdcontinu. Ook de waardes worden traploos opgenomen, ze  amplitudecontinu. Dat betekent niet onbegrensd – aangezien veel systemen natuurlijke of praktische begrenzingen hebben – maar overaftelbaar: binnen het meetgebied worden alle waardes weergegeven. In schakelingen is er een tussenvorm waarbij de tijd wel, maar de amplitude niet continu is, zoals bij een met een bimetaal werkende thermostaat of een sample-hold-schakeling.

## Representatie

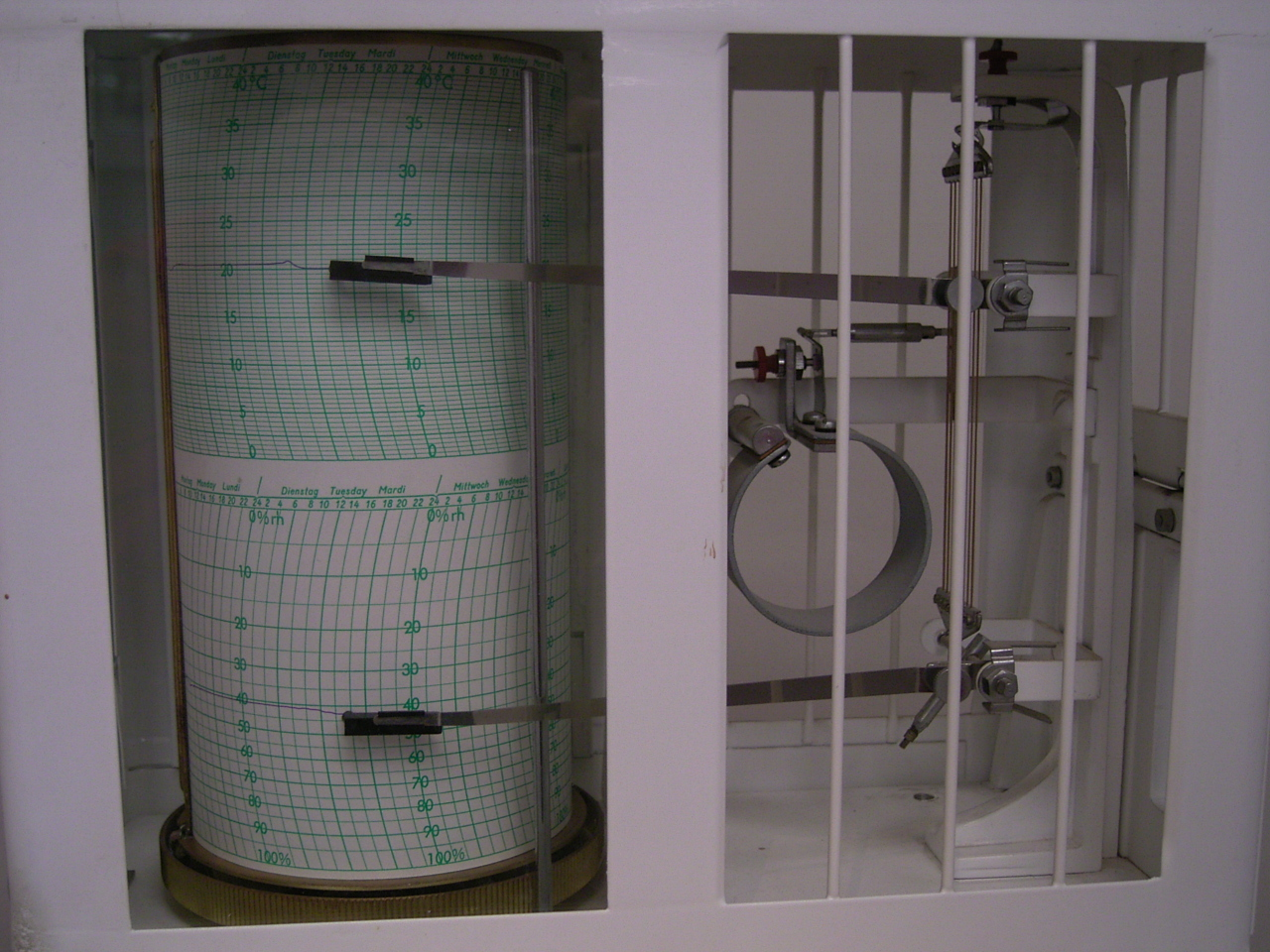
Een thermohydrograaf zet de luchttemperatuur en luchtvochtigheid om in een inktstreep op papier

Er zijn veel verschillende grootheden die als analoog signaal weer kunnen worden gegeven en ook het type signaal kan verschillen. Afhankelijk van de grootheid en het type signaal wordt er gebruik gemaakt van een omzetter, veelal een sensor met actuator en een schrijver als het signaal afgebeeld moet worden. Zo kunnen onder meer positie, beweging, geluid, druk, licht, elektrische energie of chemische energie omgezet worden in een andere vorm van energie en veelal andersom. Het signaal kan worden weergegeven als lijngrafiek waarbij de relatie met de tijd zichtbaar wordt, of door de stand van een onder meer een wijzer of een vloeistofniveau, wat een momentopname geeft.

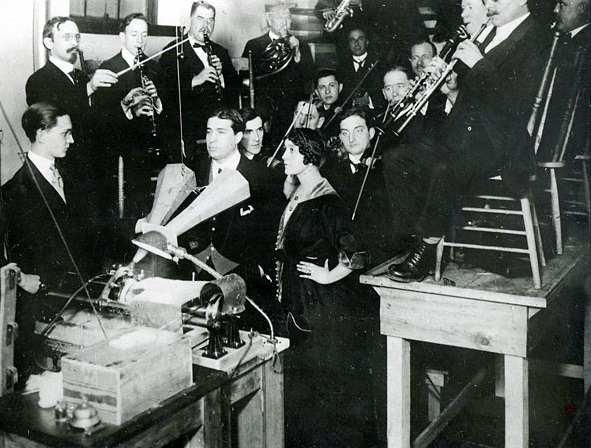
Tenor Lucien Muratore en soprano Lina Cavalieri met een orkest tijdens opnames in Parijs in 1913
De plaatsing van zangers en muzikanten ten opzichte van de hoorn beïnvloedt de opname van het signaal

Daarbij is van belang dat de sensor de te meten grootheid niet of zo min mogelijk beïnvloedt en zo nauwkeurig mogelijk is. Daarbij is ruis onvermijdelijk (toevallige fouten), maar een verkeerde plaatsing van de sensor kan een systematische fout tot gevolg hebben. Ruis treedt op bij opname, opslag, transmissie, verwerking en omzetting en bij elk van deze kan ook een systematische fout optreden.

## Verzending
Vaak is het opgenomen signaal te zwak voor signaalverwerking of verzending en wordt gebruikgemaakt van een versterker, zoals een elektronische versterker, een beeldversterker of een mechanische versterker. Daarbij moet oversturing zo veel mogelijk voorkomen worden en de signaal-ruisverhouding op een acceptabel niveau gehouden worden.
Bij Elektromagnetische golven kan een signaal op een draaggolf gesuperponeerd worden. Deze modulatie maakt radio mogelijk waarbij onder meer frequentiemodulatie, fasemodulatie en amplitudemodulatie worden toegepast. Over het elektriciteitsnet kunnen ook signalen verstuurd worden met power line communication en via optische modulatie kan dit ook met licht.

## Omzetting naar digitaal signaal

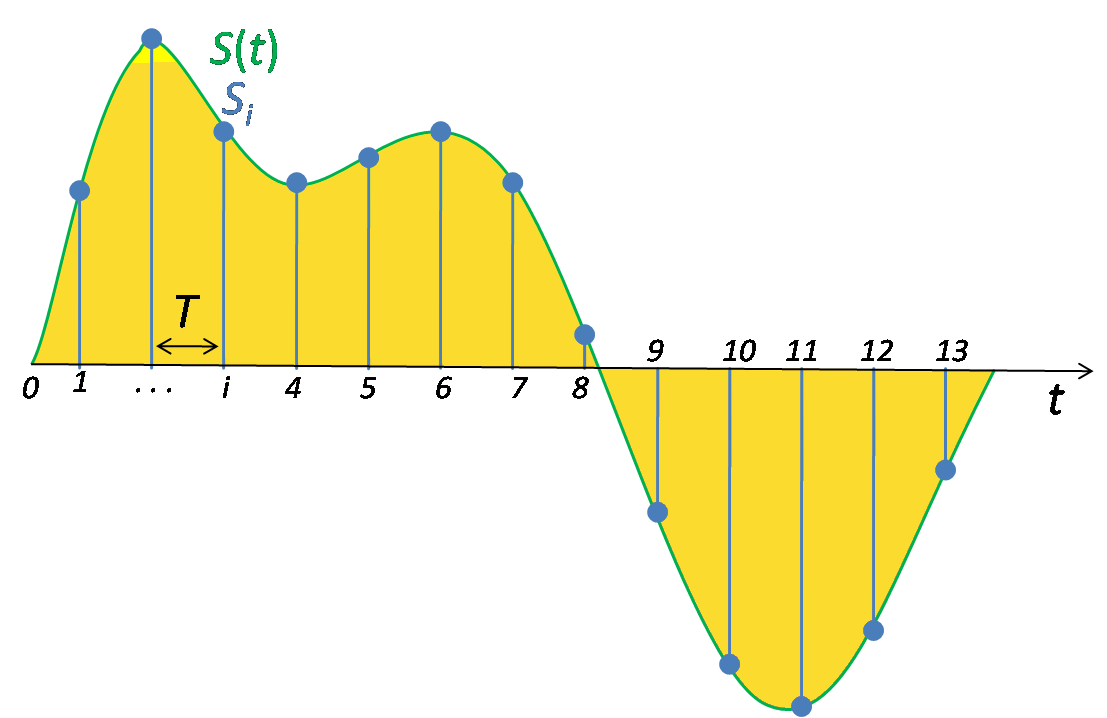
Bemonstering van een analoog signaal

Analoge signaalverwerking kan relatief eenvoudige taken bemoeilijken door het continue karakter. Zo kan het gemiddelde van de luchttemperatuur over een bepaalde periode bepaald worden met een planimeter, of door de spanning te integreren in een RC-kring, maar dit zijn relatief gecompliceerde bewerkingen om tot een gemiddelde te komen.
Eenvoudiger zou zijn om het gemiddelde te nemen van waardes op vaste intervallen, monsters of samples op discrete equidistante tijdstippen. Om dit equivalent te laten zijn met het analoge signaal, moeten de waardes niet te veel veranderen in die interval. Met het bemonsteringstheorema kan de bemonsteringsfrequentie worden vastgesteld waarbij dit het geval is.
De waardes van deze monsters zijn beperkt door het aantal bits dat gebruikt wordt, er is slechts beperkte reeks van amplitudes beschikbaar. Zo zijn er bij 8-bit 28 of 256 waardes beschikbaar, bij het onder meer voor cd's gebruikte 16-bit 216 of 65.536 waardes en bij de wel voor dvd-audio gebruikte 24-bit 224 of 16.777.216 waardes. De monsters worden daarmee dus afgerond naar een van de beschikbare waardes, waarbij de manier van afronden afhankelijk is van de gekozen vorm van kwantisatie. Daarmee is de omzetting van de waardes minder precies dan die van tijd, wat geen probleem hoeft te zijn, zolang dit valt binnen de ruis die elk analoog signaal heeft.
Naast zo'n analoog-digitaalomzetter kan een digitaal-analoogomzetter het omgekeerde proces uitvoeren door te interpoleren tussen de discrete waardes.